# 桑山元
桑山 元（くわやま げん、1970年2月16日 - ）は、日本の講師、芸人、俳優。オフィス怪人社所属。埼玉県熊谷市出身。

## 略歴
1992年、早稲田大学教育学部を卒業後、興亜火災海上保険株式会社（現・損保ジャパン）に入社。短期資金運用担当者、法人営業を経験。
同社を退社後は、声優養成所を経て、ニュースに特化したコントグループ、ザ・ニュースペーパーに19年間所属。
2022年、ザ・ニュースペーパーを退団し、講師に転身。現在は俳優、お笑い芸人、講師として活動。

## 出演

### テレビ番組
- 「徹子の部屋」
- 「武田鉄矢の週刊鉄学」
- 「Just Japan」
- 「スーパーニュース」
- 「難問解決!ご近所の底力」
- 「離婚しようよ」

### 映画
- 「愛と、酒場と、音楽と。」
- 「OUTZONE」
- 「お口の濃い人」
- 「貧困女子は『自叙論』で世界を救えるか!?」
- 「ある役者達の風景」
- 「THEATERS」

### 舞台
- 「THE　NEWSPAPER　Part64～Part99」
- 「幸せになるために」
- 「ヴァレンティーノの死」
- 「東京ハッピーランド」
- 「赤ひげ」

## 受賞歴
- 全国講師オーディション ファイナリスト（TSUTAYAビジネスカレッジ賞 受賞）[3]

## 著書
すぐに使える！おもしろい人の「ちょい足し」トーク＆雑談術

## 資格
- キャリアコンサルタント
- 損保代理店資格（特級・一般）
- ニュース時事能力検定（準2級）
- 剣道初段